# Seiwa Genji
Seiwa Genji (清和源氏) fue de las más exitosas y poderosas ramas del japonés Clan Minamoto. Muchos de los más famosos guerreros Minamoto, incluido Minamoto no Yoshiie (源義家), conocido también como "Hachiman-Taro", y Minamoto no Yoritomo (源頼朝), el fundador del Shogunado Kamakura, eran descendientes de esta línea. El nombre de la familia viene del Emperador Seiwa, patriarca de las ramas Seiwa Genji.
Los fundadores de Seiwa Genji fueron hijos y nietos del emperador Seiwa que recibieron el nombre Minamoto. Las ramas que provienen de Minamoto no Tsunemoto (源経基) (894-961), nieto del emperador Seiwa, son las más conocidas en Seiwa Genji. Varias familias de samurai descendían del Seiwa Genji, tal como Ashikaga y Takeda. También había muchas samurai que reclamaban descender de esta línea, incluido Tokugawa Ieyasu (1543-1616), fundador del Shogunado Tokugawa. 
- Datos: Q2164991